# Gora Diouf
Gora Diouf (20 september 2003) is een Senegalees voetballer die sinds 2025 uitkomt voor KV Mechelen.

## Carrière
Diouf maakte in de zomer van 2022 de overstap van Étoile Lusitana naar de Zwitserse eersteklasser FC Sion, met wie Lusitana die zomer een partnerschap afsloot. Diouf sloot aanvankelijk aan bij het tweede elftal van de club in de 1. Liga en stroomde een klein jaar later door naar het eerste elftal. OP 2 april 2023 maakte hij zijn officiële debuut voor het eerste elftal van de club: in de competitiewedstrijd tegen FC Luzern (1-2-winst) liet trainer David Bettoni hem starten als linksback. Diouf speelde in zijn debuutseizoen zeven officiële wedstrijden voor het eerste elftal van Sion, inclusief de heenwedstrijd van de barrageduels tegen FC Stade Lausanne-Ouchy om het behoud. SIon trok in deze dubbele confrontatie aan het kortste eind, waardoor de club na zeventien jaar weer naar de Challenge League degradeerde. 
FC Sion verzekerde zich een jaar na de degradatue van een snelle terugkeer naar de Super League. De bijdrage van Diouf daaraan was niet zo groot: de Senegalees kwam dat seizoen niet verder dan vier invalbeurten en een basisplaats op de slotspeeldag in de Challenger League. De doorbraak volgde pas in het seizoen 2024/25. Na afloop van dat seizoen maakte hij transfervrij de overstap naar de Belgische eersteklasser KV Mechelen, waar hij een contract tot medio 2028 ondertekende.
1 De Wolf ·
2 Halhal ·
3 Marsà ·
4 Diouf ·
5 Teague ·
8 Konaté ·
14 Raman ·
15 Van Ingelgom ·
16 Schoofs ·
17 Belghali ·
19 Mrabti ·
20 Lauberbach ·
22 Mirás ·
23 Zekri ·
26 Makanza ·
27 Vanrafelghem ·
30 Baert ·
31 Willockx ·
33 Hammar ·
34 St. Jago ·
35 Bafdili ·
36 Yeboah ·
38 Antonio ·
40 Ouahabi ·
77 Pflücke ·
Coach: Vanderbiest
Assistent-coach: Van Handenhoven